# レグザエンジンCEVO
レグザエンジンCEVO（レグザエンジンシーボ）とは、東芝（現在はTVS REGZA株式会社）の液晶テレビ（REGZA）に搭載されている映像処理エンジンである。英語表記は「REGZA ENGINE CEVO」。

## 概要
2010年9月2日にCELLレグザエンジンの進化形として発表された。「CEVO」は「CELL EVOLUTION」から取っている。発表当時は2011年より欧州のみとなる「ZL1シリーズ」での採用だったが、2011年1月4日に「2011 International CES」のプレイベントでレグザエンジンCEVOを使った裸眼3Dテレビを2011年度中に発売することを明らかにした。その後、2011年3月2日には日本でも「Z2シリーズ」（同年3月発売）に搭載された。
以後、REGZAの新たな基本プラットフォームとして使用されている。後継は4KレグザエンジンHDR。

## 特徴
2006年から使われていたレグザエンジン（旧・新メタブレイン・プロ）以来5年振りとなる完全新規開発の高画質処理エンジン。独自のLSI群とそのソフトウェアによって構成される。
CELLレグザエンジンではCell Broadband Engineの処理能力を用いてソフトウェア実装されていた機能を継承し、ハードウェアとソフトウェアの最適な組み合わせによって普及価格帯までコンパクトかつ低消費電力に実現した。ZG2シリーズには、CELL REGZAに搭載されていたタイムシフトマシン（タイムシフトマシンCEVO）が実装されている。
新機能としてはゆっくりとした動きや微細な動きに伴うちらつきや不自然さを改善する「三次元フレーム複数枚超解像」などがある。
またZ1シリーズではテレビ番組を見ている状態から番組表（EPG）を表示させるのに約1.8秒かかったが、レグザエンジンCEVOを搭載したZ2シリーズでは約0.3秒で表示できる など、GPUが強化されたことにより操作性も改善された。

## 種類

### レグザエンジンCEVO
メインLSIとしてARM Cortex-A9ベースのデュアルコアプロセッサを使用したSoC「CEVO」が採用され、従来のレグザエンジンの約3.4倍の演算処理能力を持つ。。
内部には3種のチップが積層され、GPUやビデオデコーダー・I/O機能・高画質化処理回路などがマルチダイBGA（Ball Grid Array）パッケージに収められている。メインメモリであるDRAMとの接続帯域は9.6Gbps。
また、60 nm（ナノメートル）の従来のレグザエンジンより小さい40nm（ナノメートル）のCMOSロジック半導体を使用している。

### レグザエンジンCEVO Duo
「CEVO」を2基搭載することにより性能が更に2倍向上 したフラグシップ向けモデル。
これにより「タイムシフトマシンCEVO」や「3Dクロストークキャンセラー」、さらに高精細な「2D3D変換」機能が可能となった。

### レグザエンジンCEVO 4K
レグザエンジンCEVO Duoをベースにリアルタイム画像処理用のデュアルRISCプロセッサを内蔵したSoC「CEVO 4K」を加えることでレグザエンジンCEVOの約2.5倍に処理性能が向上、より高画質な4K超解像度処理が可能になった。
前段に1080p信号処理を「CEVO」、後段に4Kアップコンバートなどを「CEVO 4K」が司る。40 nm CMOSプロセスで製造。

## 沿革
- 2010年9月2日 - ドイツのベルリンで開催されていた「IFA2010」で開発を発表。
- 2011年1月5日 - アメリカで開催されていた「2011 International CES」でCEVOを使用した2Dモード時に4K2K表示が可能な40型以上の裸眼3Dテレビを2011年度内に発売することを発表。
- 2011年3月2日 - 日本モデル初搭載機種「Z2シリーズ（37V型・42V型・47V型）」を発表。
- 2011年3月25日 -「Z2シリーズ」発売。
- 2011年4月20日 - 3Dも搭載した日本モデル初搭載機種「ZG2シリーズ（42V型・47V型・55V型）」・「ZP2シリーズ（26V型、32V型）」を発表。
- 2011年5月 -「ZG2シリーズ」発売。
- 2011年6月 -「ZP2シリーズ」発売。
- 2011年9月13日 - レグザエンジンCEVO搭載モデルの新機種として、「Z3シリーズ（37V型・42V型・47V型）」、「ZP3シリーズ（37V型・42V型）」を発表。
- 2011年10月 -「Z3シリーズ」発売。
- 2011年10月3日 - レグザエンジンCEVO DuoにQFHD液晶パネルを搭載した4K2K表示対応モデル「X3シリーズ（55V型）」及び「レグザブルーレイ」初のレグザエンジンCEVO搭載モデル「DBR-M180/M190」を発表。
- 2011年11月 -「ZP3シリーズ」発売。
- 2011年12月 -「X3シリーズ」、レグザブルーレイ「DBR-M180/M190」発売。
- 2012年5月10日 - レグザエンジンCEVO Duoを搭載した4K2K表示対応モデル「XS5シリーズ（55V型）」を発表。
- 2012年6月 -「XS5シリーズ」発売。
- 2012年9月27日 - レグザエンジンCEVO Duo搭載の新モデル「Z7シリーズ（42V型・47V型・55V型）」及びレグザエンジンCEVO搭載の新モデル「J7シリーズ（32V型・40V型・50V型・65V型）」を発表。
- 2012年10月 -「J7シリーズ」の32V型・40V型及び「Z7シリーズ」発売。
- 2012年11月 -「J7シリーズ」の50V型発売。
- 2012年12月 -「J7シリーズ」の65V型発売。
- 2013年5月28日 - 4K対応の新映像エンジン「レグザエンジンCEVO 4K」を搭載した「Z8Xシリーズ（58V型・65V型・84V型）」を発表。
- 2013年6月 -「Z8Xシリーズ」発売。
- 2013年9月25日 - レグザエンジンCEVO Duo搭載の新モデル「Z8シリーズ（42V型・47V型・55V型）」及びレグザエンジンCEVO搭載の新モデル「J8シリーズ（42V型・47V型・55V型）」を発表。
- 2013年11月 -「Z8シリーズ」および「J8シリーズ」発売予定。

## 搭載機種
太字は現行モデル
- レグザエンジンCEVO 4K搭載機種
  - 58Z8X/65Z8X/84Z8X（2013年春夏モデル）
- レグザエンジンCEVO Duo搭載機種
  - 42ZG2/47ZG2/55ZG2（2011年春夏モデル）
  - 42ZT3/47ZT3（2012年春夏モデル）
  - 42Z7/47Z7/55Z7（2012年秋冬モデル）
  - 55X3（2011年秋冬モデル）
  - 55XS5（2012年春夏モデル）
- レグザエンジンCEVO搭載機種
  - 26ZP2/32ZP2（2011年春夏モデル）
  - 37ZP3/42ZP3（2011年秋冬モデル）
  - 37Z2/42Z2/47Z2（2011年春夏モデル）
  - 37Z3/42Z3/47Z3（2011年秋冬モデル）
  - 32J7/40J7/50J7/65J7（2012年秋冬モデル）
  - DBR-M180/M190

## 説明
1. ↑  EVOLUTIONの意味は、「展開」「発展」「進展」（参考:）
2. ↑  60nm=0.000060mm
3. ↑  40nm=0.000040mm